# نيكلاس يوهانسون
نيكلاس يوهانسون (بالسويدية: Nicklas Johansson)‏ هو لاعب هوكي الجليد سويدي، ولد في 12 يونيو 1984 في أوميو في السويد.

## وصلات خارجية
- نيكلاس يوهانسون على موقع EliteProspects.com (الإنجليزية)
- نيكلاس يوهانسون على موقع HockeyDB.com (الإنجليزية)